# Algoma (Wisconsin)
Algoma é uma cidade localizada no estado norte-americano de Wisconsin, no Condado de Kewaunee.

## Demografia
Segundo o censo norte-americano de 2000, a sua população era de 3357 habitantes. 
Em 2006, foi estimada uma população de 3243, um decréscimo de 114 (-3.4%).

## Geografia
De acordo com o United States Census Bureau tem uma área de 
6,4 km², dos quais 6,3 km² cobertos por terra e 0,1 km² cobertos por água. Algoma localiza-se a aproximadamente 177 m acima do nível do mar.

## Localidades na vizinhança
O diagrama seguinte representa as localidades num raio de 28 km ao redor de Algoma. 